# Холкари
Холкари (होळकर घराणे) — династія, що правила у центральній Індії з початку піднесення Імперії Маратха. Згодом потрапила у залежність від Великої Британії. Ця династія керувалася магараджами, першим з яких був Малхар Рао I. Правління тривало понад 200 років.

## Історія

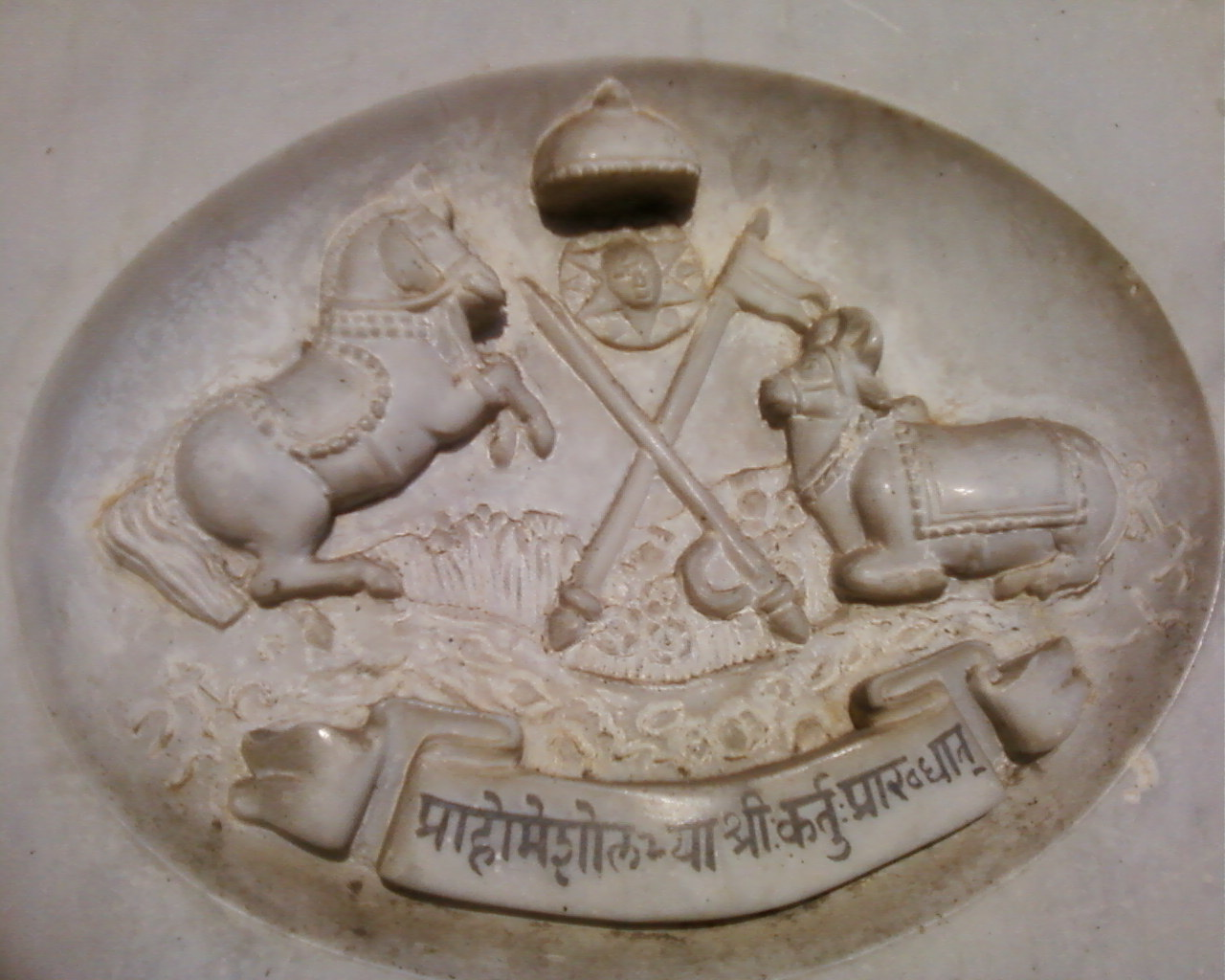
Герб Холкарів

Засновником династії був Малхар Рао, який був одним з військових очільнкиів пешви Баджі Рао I. Бере активну участь у 1720-х роках у підкоренні Мальви, а у 1730-х роках — Гуджарату. За свою звитягу отримує 9 пасарганів (сільських округ) у Мальви, поблизу Індору. Поступово він захоплює й сам Індор. В подальшому зберігає вірність уряду пешви, здійснюючи похід у Деканом та Північну Індію. Лише після поразки маратхів у Третій битві при Паніпаті у 1761 році Малхар Рао став незалежним володарем.
Його справу продовжила невістка Ахіл'я Баї, яка правила разом із чоловіком, а потім сином. За час її володарювання держава Холкарів залишалася незалежною, не вступала у союз з Англійською Ост-Індською компанією. Було зміцнено її економічну міць.
Спробу розширити вплив Індору здійснив наступний магараджа Тукоджі Рао I, проте зазнав невдачі. Найбільшого впливу досяг його син Ясвант Рао I, який підкорив Пуну, успішно бився з британцями у Другій англо-маратхській війні. Він залишився єдиним маратхським правителем, що залишився незалежним від британців.
Проте успіхи досягнуті у попередні роки були втрачені за малолітнього Малхар Рао II. За час його панування розпочалася внутрішня боротьба за владу. Цим скористалися британці, що рушили проти Індора. У вирішальній битві при Махідпурі у 1817 році вони перемогли. Проте Холкари продовжили партизанську війну. Зрештою Холкари зазнали поразки у Третій англо-маратхській війні, за результатами якої втратили значні землі. Столиця держави остаточно затвердилася в Індорі.
З цього моменту держава Холкарів потрапляє у залежність спочатку Британської Ост-Індської компанії, а згодом самої держави Велика Британія. З цього моменту магарджі не виявляли антианглійських настроїв, не брали участі у Сипайському повстанні 1857–1858 років. У 1948 році Ясвант Рао II підписав наказ про приєднання держави до Республіки Індія.

## Володарі
- Малхар Рао I (1731–1766)
- Мале Рао (1766–1767)
- Ахіл'я Баї (1767–1795)
- Тукоджі Рао I (1795–1797)
- Каші Рао (1797–1799)
- Ясвант Рао I (1799–1811)
- Малхар Рао II (1811–1833)
- Мартанд Рао (1833–1834)
- Харі Рао (1834–1843)
- Ханде Рао  II (1843–1844)
- Тукоджі Рао II (1844–1886)
- Шиваджі Рао (1886–1903)
- Тукоджі Рао III (1903–1926)
- Ясвант Рао II (1926–1948)